# Pływanie na Mistrzostwach Świata w Pływaniu 2015 – 4 × 100 m stylem dowolnym mężczyzn
4 × 100 m stylem dowolnym mężczyzn – jedna z konkurencji rozgrywanych podczas Mistrzostw Świata w Pływaniu 2015. Zarówno eliminacje jak i finał odbyły się 2 sierpnia.
W tej konkurencji wzięło udział 123 pływaków z 30 krajów.
Tytuł mistrzów świata z 2013 roku obronili Francuzi. Srebrny medal zdobyli reprezentanci Rosji. Brąz wywalczyli Włosi.

## Rekordy
Przed zawodami rekordy świata i mistrzostw wyglądały następująco:
| Rekord                   | Reprezentacja | Czas    | Miejsce | Data             |
| ------------------------ | --- | ------- | ------- | ---------------- |
| Rekord świata            | Stany Zjednoczone · Michael Phelps (47,51) · Garrett Weber-Gale (47,02) · Cullen Jones (47,65) · Jason Lezak (46,06) | 3:08,24 | Pekin   | 11 sierpnia 2008 |
| Rekord mistrzostw świata | Stany Zjednoczone · Michael Phelps (47,78) · Ryan Lochte (47,03) · Matt Grevers (47,61) · Nathan Adrian (46,79)      | 3:09,21 | Rzym    | 26 lipca 2009    |

## Wyniki

### Eliminacje
Eliminacje odbyły się o 12:10.
| Miejsce | Wyścig | Tor | Państwo           | Zawodnik                                                                                                  | Czas      | Uwagi |
| ------- | ------ | --- | ----------------- | --- | --------- | ----- |
| 1.      | 3      | 9   | Rosja             | Andriej Grieczin (48,42) Daniła Izotow (48,08) Władimir Morozow (48,00) Aleksandr Suchorukow (47,96)      | 3:12,46   | Q     |
| 2.      | 2      | 2   | Brazylia          | Marcelo Chierighini (48,65) Matheus Santana (48,25) Bruno Fratus (48,55) João de Lucca (48,54)            | 3:13,99   | Q     |
| 3.      | 2      | 6   | Włochy            | Luca Dotto (48,92) Marco Orsi (47,91) Michele Santucci (48,98) Filippo Magnini (48,63)                    | 3:14,44   | Q     |
| 4.      | 2      | 4   | Francja           | Mehdy Metella (48,51) Lorys Bourelly (49,11) Fabien Gilot (48,12) Clément Mignon (48,79)                  | 3:14,53   | Q     |
| 5.      | 2      | 8   | Japonia           | Katsumi Nakamura (48,60) Shinri Shioura (48,46) Yuki Kobori (48,83) Takuro Fujii (48,87)                  | 3:14,76   | Q     |
| 6.      | 3      | 6   | Kanada            | Santo Condorelli (48,25) Karl Krug (49,19) Evan van Moerkerke (49,37) Yuri Kisil (48,19)                  | 3:15,00   | Q     |
| 7.      | 3      | 2   | Polska            | Paweł Korzeniowski (49,21) Kacper Majchrzak (48,42) Jan Hołub (49,39) Konrad Czerniak (48,16)             | 3:15,18   | Q     |
| 8.      | 3      | 8   | Chiny             | Ning Zetao (48,36) Lin Yongqing (48,85) Xu Qiheng (49,44) Yu Hexin (48,82)                                | 3:15,47   | Q     |
| 9.      | 2      | 0   | Belgia            | Jasper Aerents (49,37) Emmanuel Vanluchene (49,21) Pieter Timmers (47,85) Glenn Surgeloose (49,07)        | 3:15,50   |       |
| 10.     | 2      | 1   | Wielka Brytania   | Calum Jarvis (49,27) Ben Proud (48,93) Robert Renwick (48,82) Duncan Scott (48,68)                        | 3:15,70   |       |
| 11.     | 4      | 3   | Stany Zjednoczone | Jimmy Feigen (49,21) Anthony Ervin (49,69) Matt Grevers (48,67) Conor Dwyer (48,44)                       | 3:16,01   |       |
| 11.     | 4      | 7   | Niemcy            | Maximilian Oswald (49,71) Steffen Deibler (48,24) Marco di Carli (48,83) Paul Biedermann (49,23)          | 3:16,01   |       |
| 13.     | 3      | 3   | Australia         | Tommaso D’Orsogna (49,75) Kyle Chalmers (47,92) Matthew Abood (48,78) Ashley Delaney (49,89)              | 3:16,34   |       |
| 14.     | 4      | 5   | Grecja            | Odysseus Meladinis (49,96) Kristian Gkolomeev (48,44) Christos Katrantzis (49,26) Andreas Vazaios (49,17) | 3:16,83   |       |
| 15.     | 4      | 2   | Turcja            | Iskender Baslakov (50,24) Doğa Çelik (49,20) Kaan Turker Ayar (49,72) Kemal Arda Gürdal (48,81)           | 3:17,97   |       |
| 16.     | 2      | 5   | Rumunia           | Marius Radu (49,40) Daniel Macovei (49,66) Alexandru Coci (49,84) Robert Glinta (49,23)                   | 3:18,13   |       |
| 17.     | 4      | 1   | Izrael            | Liran Konovalov (50,10) Jakow Tumarkin (49,42) Ziv Kalontarov (50,18) David Gamburg (48,61)               | 3:18,31   |       |
| 18.     | 4      | 4   | Białoruś          | Arseni Kukharau (49,89) Anton Łatkin (50,14) Jauhien Curkin (49,25) Artiom Maczekin (49,12)               | 3:18,40   |       |
| 19.     | 4      | 8   | Litwa             | Simonas Bilis (49,49) Mindaugas Sadauskas (49,78) Povilas Strazdas (50,33) Tadas Duškinas (50,55)         | 3:20,15   |       |
| 20.     | 3      | 1   | Egipt             | Omar Eissa (50,43) Mohamed Khaled (49,79) Marwan El-Kamash (49,83) Ali Khalafalla (50,54)                 | 3:20,59   |       |
| 21.     | 3      | 4   | Serbia            | Ivan Lenđer (49,95) Uroš Nikolić (50,47) Andrej Barna (49,91) Boris Stojanović (50,88)                    | 3:21,21   |       |
| 22.     | 4      | 6   | Estonia           | Ralf Tribuntsov (50,16) Kregor Zirk (50,46) Martti Aljand (50,85) Pjotr Degtjarjov (50,08)                | 3:21,55   | NR    |
| 23.     | 3      | 0   | Wenezuela         | Cristian Quintero (49,45) Albert Subirats (50,67) Daniele Tirabassi (50,62) Jesús López (51,06)           | 3:21,80   |       |
| 24.     | 4      | 0   | Szwajcaria        | Alexandre Haldemann (50,21) Nils Liess (50,55) Jean-Baptiste Febo (51,01) Nico van Duijn (50,84)          | 3:22,61   |       |
| 25.     | 3      | 7   | Meksyk            | Alejandro Escudero (51,03) Lorenzo Loria (51,26) Mateo González (50,73) Daniel Ramirez Carranza (50,47)   | 3:23,49   |       |
| 26.     | 4      | 9   | Ukraina           | Vitalii Alpatov (51,40) Bogdan Plavin (52,00) Illia Teslenko (50,37) Andrij Howorow (50,30)               | 3:24,07   |       |
| 27.     | 1      | 5   | Uzbekistan        | Daniil Tulupov (50,40) Daniil Bukin (53,36) Aleksey Derlyugov (51,26) Khurshidjon Tursunov (51,34)        | 3:26,36   |       |
| 28.     | 2      | 3   | Singapur          | Quah Zheng Wen (51,13) Yeo Kai Quan (50,82) Pang Sheng Jun (51,78) Khoo Chien Yin Lionel (53,28)          | 3:27,01   |       |
| 29.     | 2      | 7   | Paragwaj          | Charles Hockin Brusquetti (51,21) Matias Lopez (52,07) Renato Prono (55,18) Ben Hockin (49,58)            | 3:28,04   |       |
| 30.     | 1      | 3   | Indie             | Aaron D’Souza (51,38) Virdhawal Khade (51,70) Saurabh Sangvekar (53,56) Sajan Prakash (52,32)             | 3:28,96   |       |
| 31. !   | 1      | 4   | Kuwejt            | | 9:99,99 ! | DNS   |
| 31. !   | 3      | 5   | Urugwaj           | | 9:99,99 ! | DNS   |

### Finał
Finał odbył się o 19:03.
| Miejsce | Tor | Państwo                                                                                               | Zawodnik | Czas    | Uwagi |
| ------- | --- | --- | -------- | ------- | ----- |
| 1. !    | 6   | Mehdy Metella (48,37) Florent Manaudou (47,93) Fabien Gilot (47,08) Jérémy Stravius (47,36)           | Francja  | 3:10,74 |       |
| 2. !    | 4   | Andriej Greczin (48,60) Nikita Łobincew (47,98) Władimir Morozow (46,95) Aleksandr Suchorukow (47,66) | Rosja    | 3:11,19 |       |
| 3. !    | 3   | Luca Dotto (48,75) Marco Orsi (47,75) Michele Santucci (48,48) Filippo Magnini (47,55)                | Włochy   | 3:12,53 |       |
| 4.      | 5   | Marcelo Chierighini (48,54) Matheus Santana (48,20) Bruno Fratus (48,08) João de Lucca (48,40)        | Brazylia | 3:13,22 |       |
| 5.      | 1   | Paweł Korzeniowski (48,77) Kacper Majchrzak (48,50) Jan Hołub (49,09) Konrad Czerniak (47,76)         | Polska   | 3:14,12 | NR    |
| 6.      | 2   | Katsumi Nakamura (49,10) Shinri Shioura (48,35) Yuki Kobori (48,69) Takuro Fujii (48,90)              | Japonia  | 3:15,04 |       |
| 7.      | 8   | Ning Zetao (48,37) Yu Hexin (48,71) Lin Yongqing (49,18) Xu Qiheng (49,15)                            | Chiny    | 3:15,41 |       |
| 8.      | 7   | Santo Condorelli (48,33) Yuri Kisil (48,73) Karl Krug (49,51) Evan van Moerkerke (49,37)              | Kanada   | 3:15,94 |       |